# Stefan Silva
Maximiliano Stefan Silva Rojas (Sundbybergs församling, Suecia, 11 de marzo de 1990) es un futbolista sueco con nacionalidad chilena. Juega de delantero y su equipo actual es el Fatih Karagümrük SK de la TFF Primera División de Turquía

## Trayectoria

### IF Brommapojkarna
Stefan Silva jugó en las divisiones inferiores del IF Brommapojkarna hasta el año 2009, sin llegar a debutar en este club, cosa que si lograron los hermanos Miiko Albornoz y Mauricio Albornoz, que comparten con Stefan Silva una coincidencia la cual es que todos ellos tienen nacionalidad Sueco-Chilena.

### Akropolis IF
Firma contrato con el Akropolis IF el 1 de agosto de 2009 donde llevaría la dorsal 5. Juego durante 4 años en ese equipo logrando una cantidad de 74 presencias y 14 goles en total.

### IK Sirius
El 15 de julio de 2013 Silva firma por el IK Sirius.  En el IK Sirius se reunió con su viejo entrenador del IF Brommapojkarna, Kim Bergstrand. Juego durante 3 años en ese equipo logrando una cantidad de 67 presencias y 30 goles en total.

### GIF Sundsvall
Debido las buenas campañas realizadas en la Superettan, Stefan Silva llamó la atención de muchos clubes de Suecia y así el 19 de enero de 2016 Silva firma contrato con el club GIF Sundsvall, que juega en la máxima categoría de Suecia (Allsvenskan) por la cantidad de 250.000 euros, donde usara las dorsal 22. ¨Elegí GIF Sundsvall, ya que son el mejor paso para mí para seguir creciendo como futbolistas. Juegan un fútbol que se adapte a mí y va a ser divertido. Estoy muy entusiasmado con la mi primera temporada de la Allsvenskan¨, dijo Stefan Silva . Hasta la fecha lleva 12 presencias y ha marcado 4 goles.

### US Palermo
En enero de 2017 se confirma el arribo del Delantero al cuadro Italiano de US Palermo.

### AIK Solna
En enero de 2018, el club AIK confirmó que el jugador estará por dos años en la escuadra de Solna

### Fatih Karagümrük SK
En julio de 2019 fue cedido una temporada al Fatih Karagümrük SK turco.

## Selección nacional
Nunca ha sido internacional con la selección sueca así que puede optar a jugar por la selección de fútbol de Chile ya que sus padres son de Chile y él es nacido en Suecia.

## Clubes
| Club                         | País    | Año           |
| ---------------------------- | ------- | ------------- |
| Akropolis                    | Suecia  | 2009-2013     |
| Sirius                       | Suecia  | 2013-2015     |
| GIF Sundsvall                | Suecia  | 2016 - 2017   |
| Palermo                      | Italia  | 2017-2018     |
| AIK Solna                    | Suecia  | 2018-presente |
| Fatih Karagümrük SK (cedido) | Turquía | 2019-presente |